# Salle Le Peletier

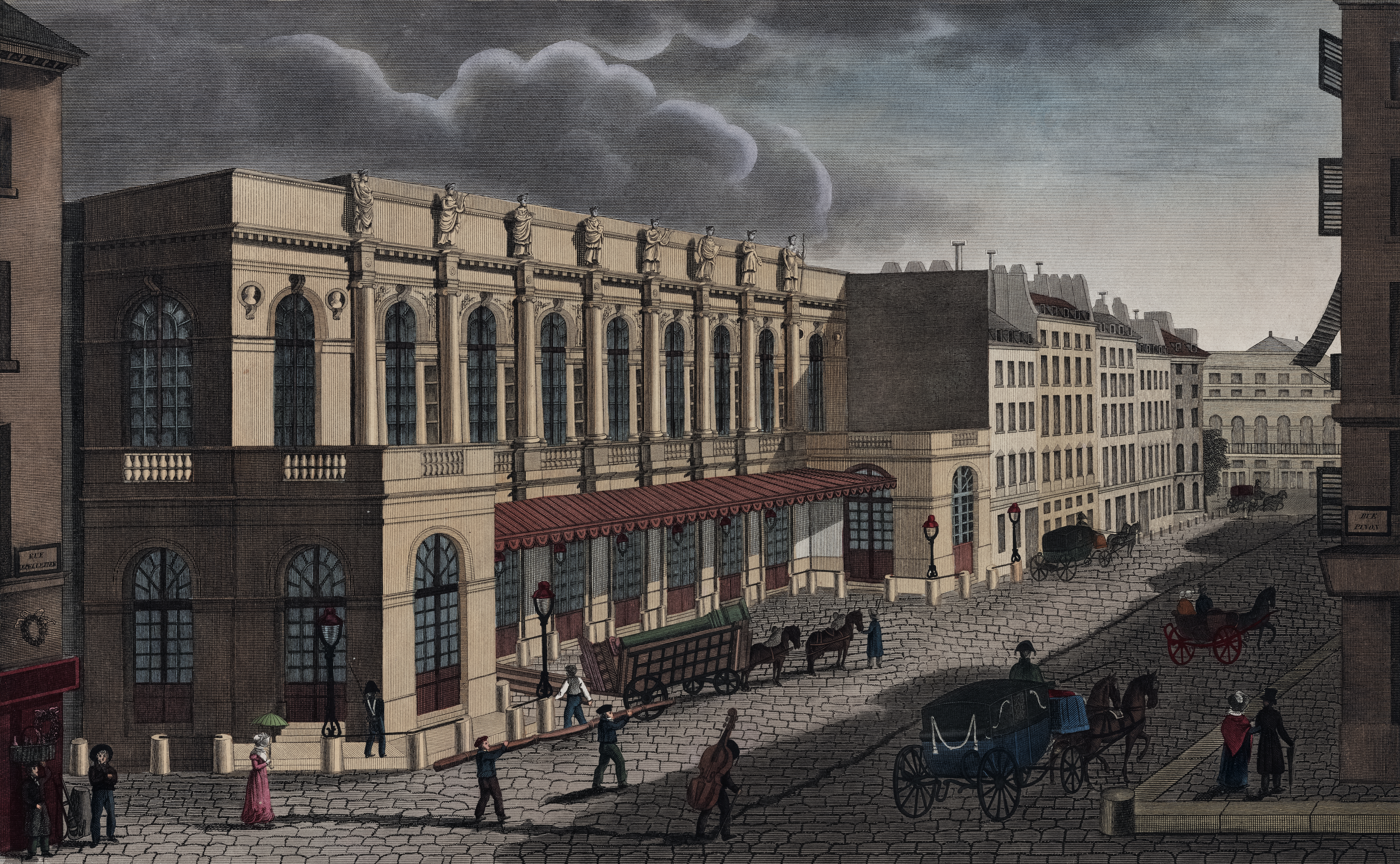
O Théâtre de l'Académie Royale de Musique, o título oficial da Ópera de Paris c. 1821

A Salle Le Peletier ou Lepeletier (às vezes referida como a Salle de la rue Le Peletier ou a Opéra Le Peletier) foi a casa da Ópera de Paris de 1821 até que o edifício foi destruído por um incêndio em 1873. O teatro foi projetado e construído pelo arquiteto François Debret no local do jardim do Hôtel de Choiseul na rue Lepeletier. Devido às muitas mudanças no governo e na gestão durante a existência do teatro, ele tinha vários nomes oficiais diferentes, os mais importantes dos quais eram: Théâtre de l'Académie Royale de Musique (1821-1848), Opéra-Théâtre de la Nation (1848-1850), Théâtre de l'Académie Nationale de Musique (1850-1852), Théâtre de l'Académie Impériale de Musique (1852-1854), Théâtre Impérial de l'Opéra (1854-1870) e Théâtre National de l'Opéra (1870-1873).

## Galeria

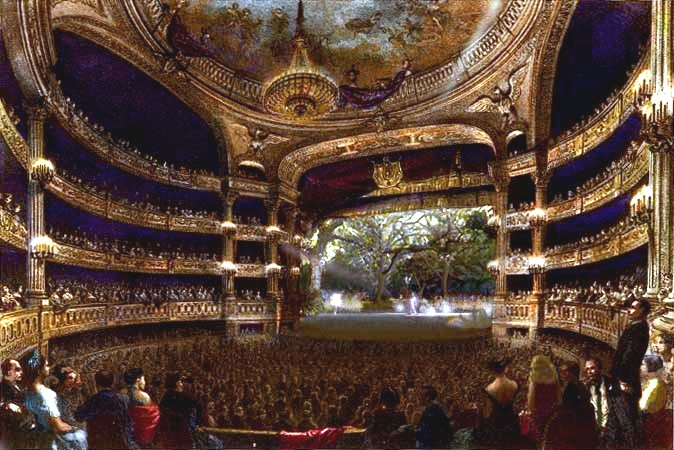
Pintura da Grande Salle do teatro durante uma apresentação de um balé (1864)
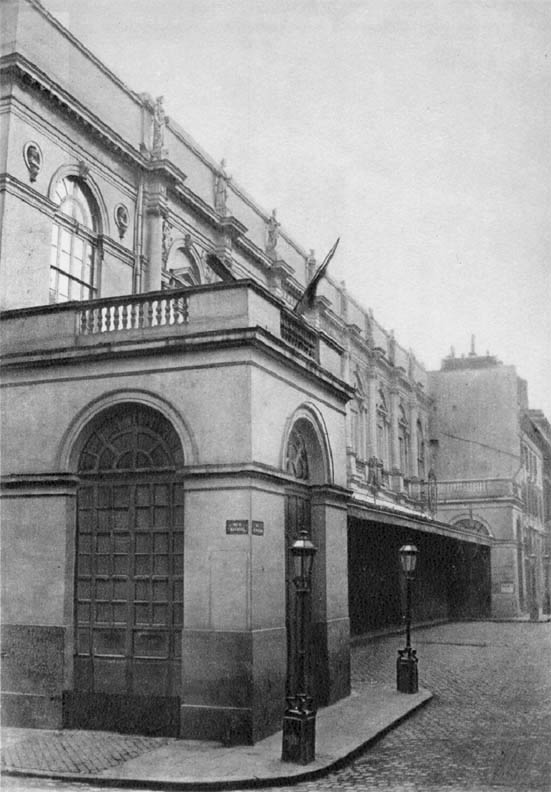
Vista em perspectiva da fachada na Rue Le Peletier (c. 1870)
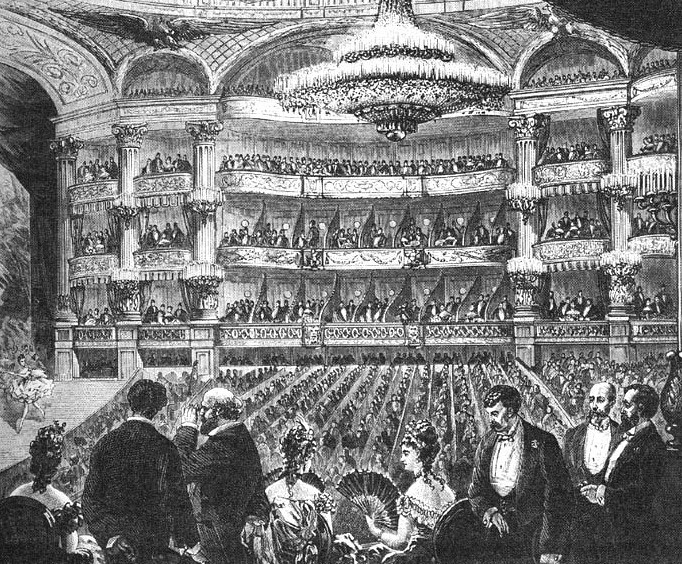
Litografia da Grande Salle (1854)
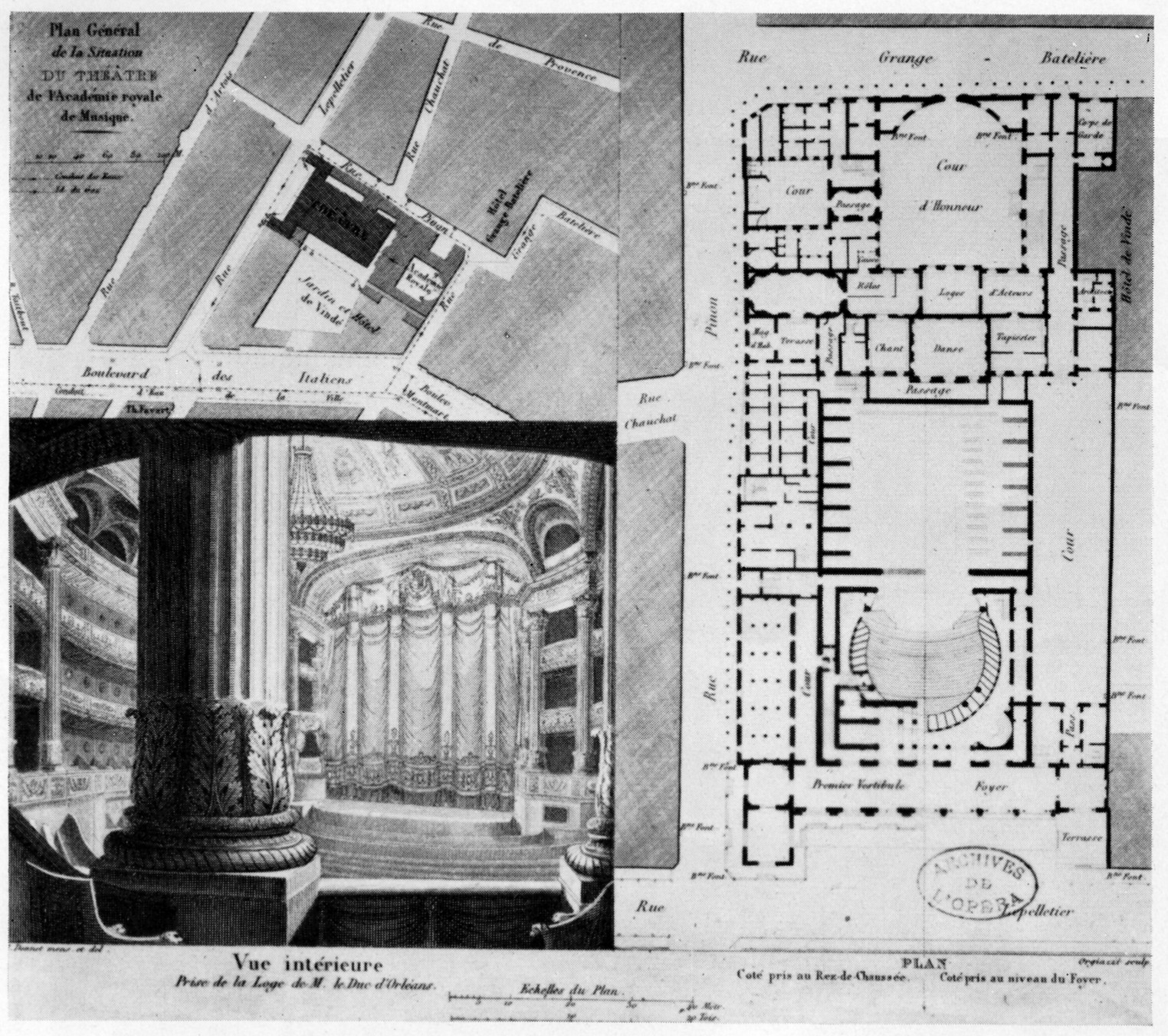
Planta do local, planta baixa e vista em perspectiva interior (1822)
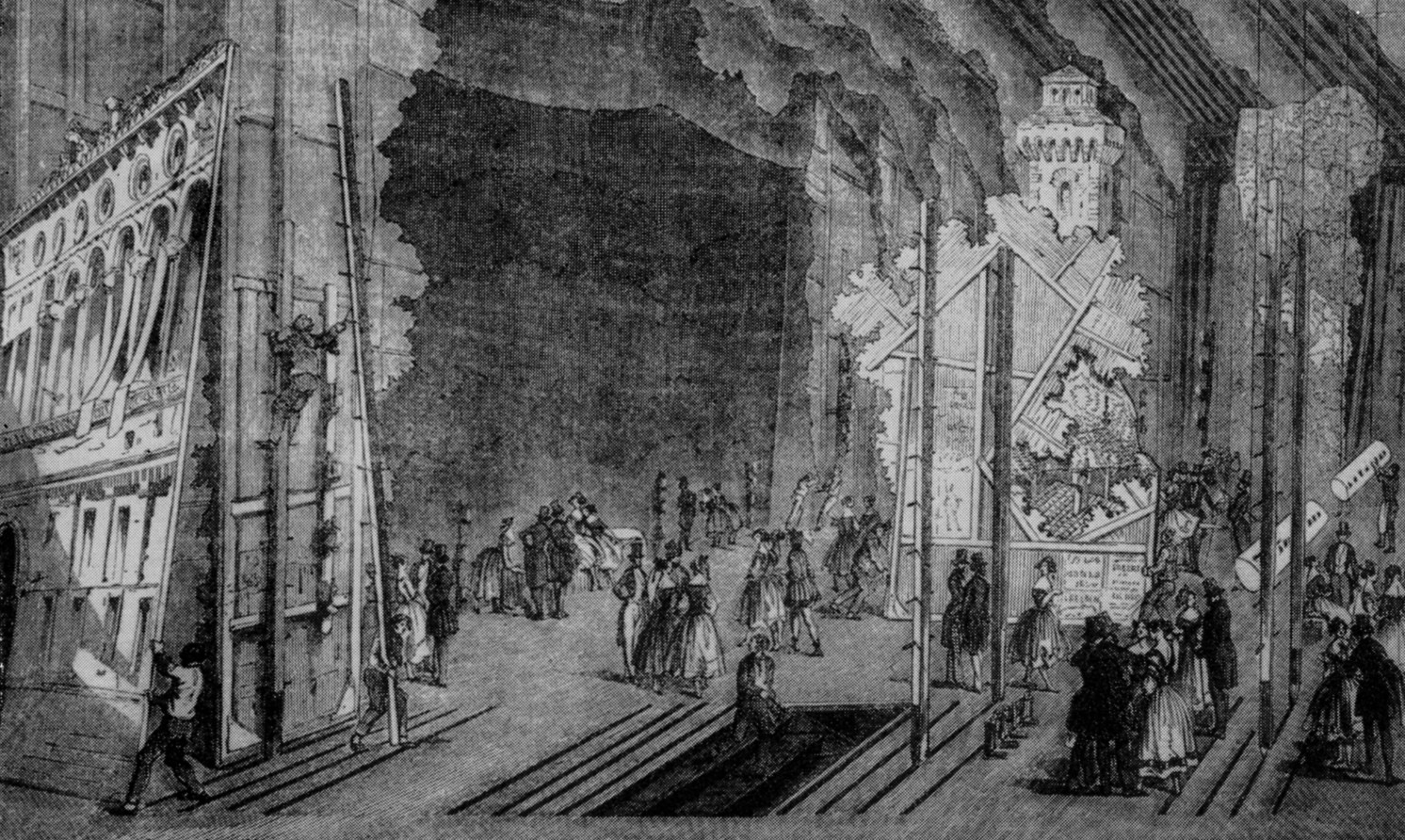
A área dos bastidores (c. 1840)